# سونيت 8
السونيت 8 هي واحدة من السوناتات الـ 154 التي كتبها الكاتب والشاعر الإنجليزي وليم شكسبير. هذه السوناتة من سوناتات الإنجاب ضمن تسلسل «الشاب الوسيم»، وكما هو الحال مع بقية السوناتات، تحث الشاب على الزواج وإنجاب الأطفال، مؤكدة أن تكوين عائلة هو السبيل لحياة متناغمة ومليئة بالسلام.

## إعادة صياغة
يظهر شكسبير في السوناتة 8 تفهماً لموقف الشاب الذي يرفض فكرة الزواج، في هذه السوناتة، يُوَبّخ الشاب لاختياره العزوبية، حيث يستحضر شكسبير مقارنات بين الموسيقى والزواج. يشبّه «التناغم الحقيقي للأصوات المتناسقة» بالعلاقة الزوجية، وهو تشبيه يرسخ فكرة أن الزواج هو السبيل للانسجام الكامل. اختيار السوناتة الثامنة لهذا الموضع له مغزى، إذ يشير الرقم ثمانية إلى «الأوكتاف» الموسيقي الذي يمثل التناغم المثالي، تمامًا كما يرمز إلى اتحاد الأسرة.
يؤكد شكسبير في هذه السوناتة أن الشاب لن يحقق الانسجام الحقيقي إلا إذا استقر مع زوجة وأنجب أبناءً، وإلا ستظل حياته مضطربة وغير متوازنة. السوناتة جزء من سلسلة سوناتات الإنجاب التي كتبها شكسبير بين السوناتة 1 إلى 17، وكلها تحمل رسالة واحدة: الزواج والإنجاب هما مفتاح حياة متناغمة.
في السطر السادس، يمكن أن تفهم كلمة «الاتحادات» بوجهين: الأول إشارة واضحة إلى الزواج، والثاني إشارة إلى التناغم الموسيقي. وفي السطر الثامن، يشير إلى أن لكل فرد دوراً يؤديه في الأسرة، كما في الأوركسترا؛ مما يعزز الربط بين العائلة والموسيقى. وفي السطر الحادي عشر، يستحضر الشاعر صورة العائلة المقدسة، مريم ويسوع ويوسف، كمثال للسعادة العائلية. وفي الختام، يحذر الشاعر الشاب من العزوبية، قائلاً: «‘أنت وحدك لن تكون شيئاً.’» فالرجل الذي يبقى أعزب لن يحقق شيئًا في حياته.

## هيكل
تلتزم السونيت 8 بالنمط الشكسبيري التقليدي، حيث تتألف من 14 سطرًا، مشكّلة من ثلاث رباعيات تتبعها خاتمة مكونة من بيتين. نظام القافية فيها هو ABAB CDCD EFEF GG. وتعتمد على نمط الخماسي الإيامبي، حيث يتألف كل سطر من خمس مجموعات من المقاطع الصوتية الضعيفة والقوية، كما يظهر بوضوح في السطر الرابع من النص.
أما السطر الأول فيُظهر نوعين من التغيرات الشائعة: الأول هو عكس الترتيب المعتاد في بداية السطر، والثاني هو إضافة مقطع زائد أو ما يُعرف بـ«النهاية المؤنثة»، وهي علامة على الثراء في أسلوب شكسبير الشعري.

## سياق
السونيتة الثامنة التي ظهرت ضمن إصدار كورتو لعام 1609 تنتمي إلى مجموعة «الشاب الوسيم» التي تعد من أبرز أقسام سونيتات شكسبير. هذه المجموعة، التي تبدأ بالسونيتة الأولى وتنتهي بالسونيتة السادسة والعشرين بعد المئة، تدور حول شاب جميل ووسيم، وما زال هناك اختلاف بين الباحثين حول هوية هذا الشاب، إذ يُعتقد أن إيرل بيمبروك الثالث ويليام هربرت أو إيرل ساوثهامبتون الثالث هنري ريودسلي قد يكونان الشخص المقصود.
تبدأ السونيتات الأولى، بما فيها السونيتة الثامنة، بنصيحة للشاب بالزواج وإنجاب الأطفال، لكن فيما بعد، تسعى السونيتات إلى جعل ذكرى هذا الشاب خالدة في نصوص الشاعر.

## تفسير
تعني عبارة «لماذا تحب» (Why lov'st thou) في السطر الثالث سؤالًا عن دوافع الشاب. يليها استخدام «تستقبل بسرور» (thou receiv'st with pleasure) التي تبرز طابعًا جنسيًا في النص، وهو ما يعكس موضوع القصيدة حول انغماس الشخص في الملذات دون نية للالتزام أو الاستقرار، رغم ما يشعر به من ألم وعدم رضا.
هناك نظريات تفترض وجود علاقة مثلية بين الشاعر والشاب الوسيم، مستندة إلى عبارات مليئة بالمودة في بعض السونيتات. إلا أن البعض الآخر يعتقد أن الشاعر ينظر إلى الشاب كابن وليس كعاشق. ومع ذلك، فإن الغالبية تفضل تفسير هذه العلاقة على أنها ذات طابع جنسي استنادًا إلى كلمات معينة، مثل تلك الموجودة في السونيت 20.
خلال الفترة الزمنية التي كُتبت فيها سونيتات شكسبير، كانت الأفعال الجنسية التي لا تؤدي إلى الإنجاب تُعتبر غير أخلاقية. في مقال للكاتب ديفيد هوكس، يُظهر كيف استخدم شكسبير لغة الربا «غير الطبيعية» بشكل ساخر ليدعم الزواج والإنجاب «الطبيعيين»؛ مما يوضح أن المثلية لم تكن بالضرورة «غير طبيعية»، رغم عدم ارتباطها بالإنجاب.

## وصلات خارجية
- إعادة صياغة السوناتة في اللغة الإنجليزية الحديثة
- سونيتات شكسبير